# Juan Leiva
Juan Andrés Leiva Mieres (Chillán, 11 de novembro de 1993) é um futebolista chileno que atua como meia. Defende atualmente o Universidad Católica.

## Carreira
Leiva foi jogar nas categorias de base do Deportes Concepción. Em 2016, ele foi apresentado como um novo reforço da Universidad de Chile.

### Universidad Católica
Em 21 de março de 2021, ele foi apresentado como um novo reforço da Universidad Católica e posteriormente foi campeão da Supercopa de Chile 2020. No final de 2021, Universidad Católica foi campeão da Supercopa de Chile 2021 em pênaltis, e mais tarde instituição também foi coroada tetracampeã do torneio nacional, após vencer as edições 2018, 2019, 2020 e 2021.

## Títulos
Universidad de Chile
- Campeonato Chileno: 2017-C

Universidad Católica
- Campeonato Chileno: 2021
- Supercopa de Chile: 2020, 2021

### Prêmios individuais
- Equipe ideal da Campeonato Chileno: 2020[5]